# Victor von Podbielski

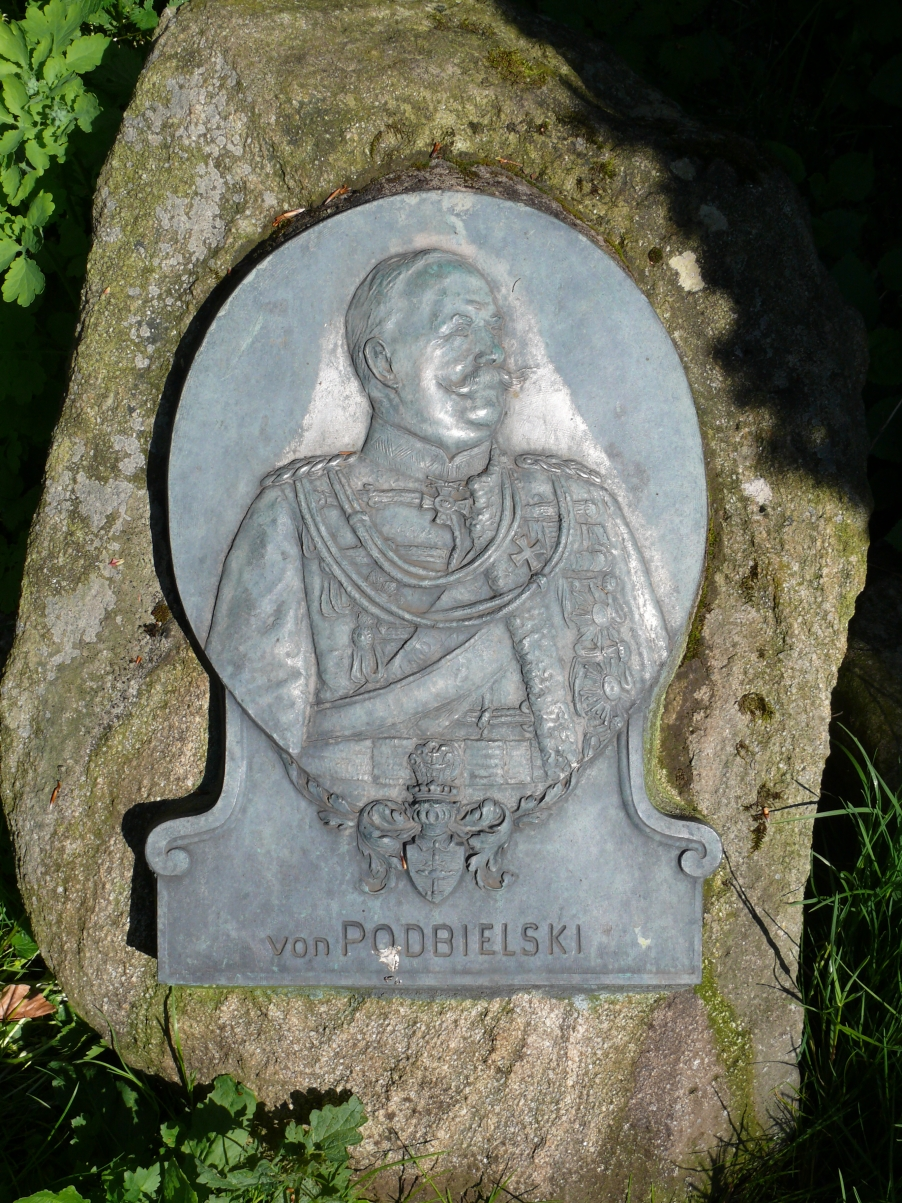
Tranh khắc Podbielski

Victor Adolf Theophil von Podbielski (26 tháng 2 năm 1844 tại Frankfurt (Oder) – 21 tháng 1 năm 1916 tại Berlin) là một sĩ quan quân đội Phổ, được thăng đến cấp Trung tướng. Ông đã từng tham chiến trong cuộc Chiến tranh Áo-Phổ năm 1866 và cuộc Chiến tranh Pháp-Đức các năm 1870 – 1871. Về sau này, ông giữ chức Quốc vụ khanh và Bộ trưởng Nông nghiệp, đồng thời là Thứ trưởng Bộ Bưu điện Đế quốc Đức.

## Gia đình
Victor sinh ra trong gia đình quý tộc Phổ gốc Ba Lan Podbielski và là con trai của Thượng tướng Kỵ binh về sau này Theophil von Podbielski (1814 – 1879), một cựu chiến binh của các cuộc chiến tranh thống nhất nước Đức, và người vợ của ông này là bà Agnes, tên von Jagow (1823 – 1887).
Vào ngày 5 tháng 5 năm 1891, tại điền trang Buschow ở hạt Westhavelland, Podbielski đã kết hôn với bà Margarete von Twardowski (18 tháng 8 năm 1869 tại Hannover – 7 tháng 6 năm 1951 tại Villingen); bà này nhỏ hơn ông 25 tuổi và là con gái của Fritz von Twardowski (1839 – 1870), trung úy và tư lệnh cấp đại đội trong Trung đoàn Bộ binh Cận vệ số 3 của Phổ đã tham gia cuộc Chiến tranh Pháp-Đức, với người vợ của ông này là Hedwig, tên khai sinh von Blücher (1849 – 1921). Ông là điền chủ của các điền trang Dallmin, Bootz, Streesow và Wittmor, tất cả đều ở hạt Westprignitz.

## Tiểu sử
Thuở trẻ, Podbielski đã học tại Trường Trung học Friedrich Wilhelm tại Berlin, sau đó ông gia nhập đội thiếu sinh quân. Vào năm 1862, ông nhập ngũ trong Trung đoàn Thương kỵ binh "Bá tước Haeseler" (số 2 Brandenburg) số 11.
Trong cuộc Chiến tranh Áo-Phổ năm 1866, ông giữ chức vụ sĩ quan phụ tá của Trung đoàn Bộ binh số 6. Tiếp theo đó, trong cuộc Chiến tranh Pháp-Đức (1870 – 1871), ông là sĩ quan tham mưu trong Quân đoàn X. Kể từ năm 1885 cho đến năm 1890, ông là Tư lệnh của Trung đoàn Khinh kỵ binh "von Zieten" (Brandenburg) số 3 tại Rathenow và sau đó ông được phong cấp Thiếu tướng của Lữ đoàn Kỵ binh số 34, đóng quân tại pháo đài Metz.
Vào năm 1891, ông giải ngũ vào năm 1896, ông được lên quân hàm Trung tướng, sau khi được bầu làm đại biểu của hạt Westhavelland quê ông trong Quốc hội (Reichstag). Với vai trò là thành viên Đảng Bảo thủ Đức, ông giữ ghế đại biểu của mình trong quốc hội cho đến năm 1897. Năm đó, sau khi Thứ trưởng Heinrich von Stephan qua đời, ông được bổ nhiệm làm Thứ trưởng Bộ Bưu điện Đế quốc Đức vào ngày 1 tháng 7 năm 1893, vào năm 1898, ông được lãnh cấp Wirklichen Geheimen Rat. Ông đã tiến hành một số cải cách để phát triển hệ thống bưu điện của Đức trong nhiệm kỳ của mình. Theo một sắc lệnh vào tháng 2 năm 1898, vị tân Bộ trưởng đã cho phép phụ nữ được làm việc trong mọi phạm vi của cơ quan bưu chính. Ngoài ra, là người có quan điểm chống Ba Lan, ông từng từ chối phân phát các bức thư mang địa chỉ Ba Lan. Vào tháng 5 năm 1901, ông được cử làm Bộ trưởng Nông nghiệp của Phổ vào tháng 5 năm 1901. Bất chấp tài năng tổ chức của ông, điều này được coi là một sự giải thoát đối với Bộ Bưu điện, với việc một nhà chuyên môn thế chức ông tại bộ này.

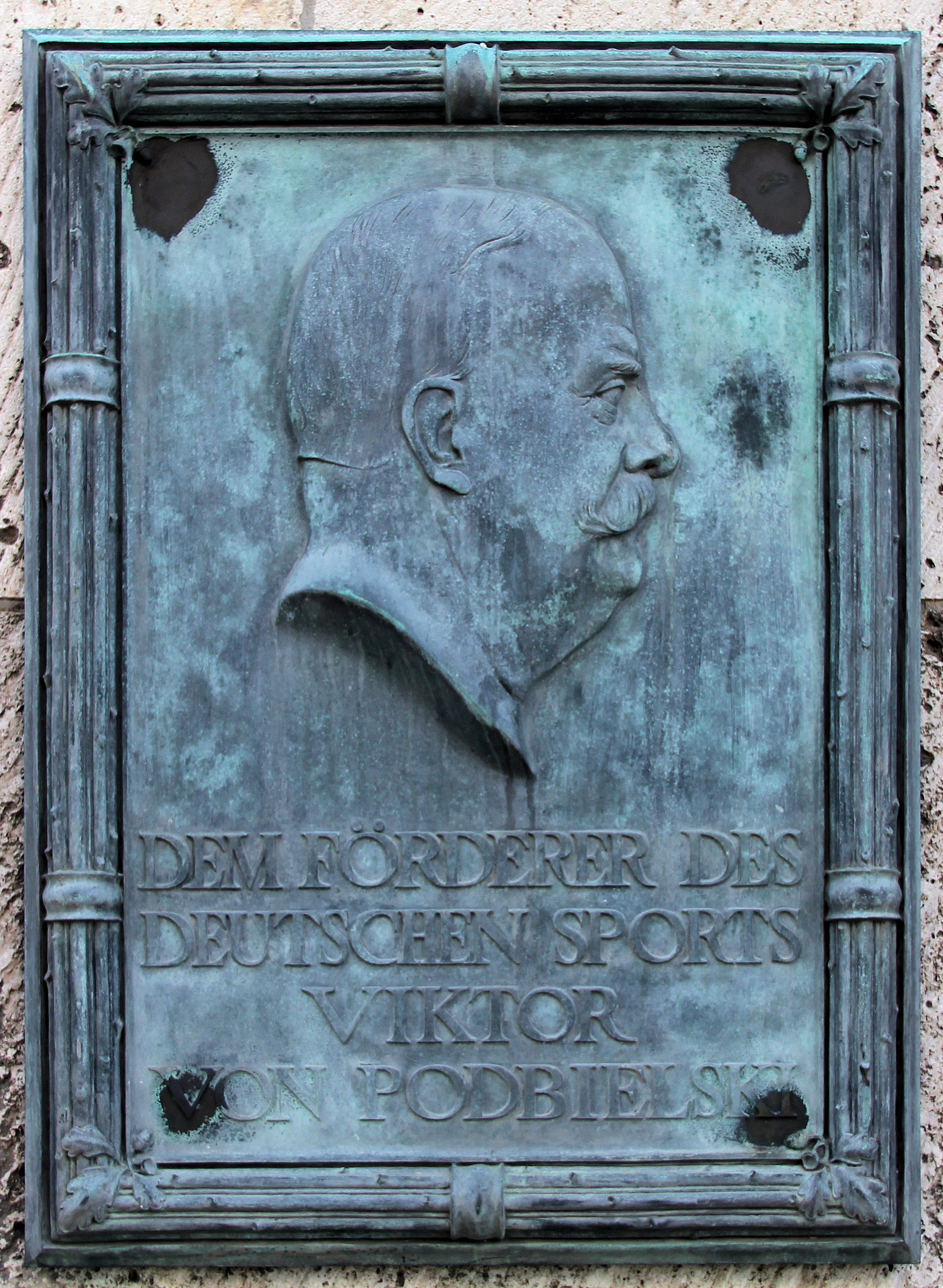
Tấm plaque tại Sân vận động Olympics ở Berlin-Westend.

Podbielski nổi tiếng là nhà quân phiệt Junker, với quan điểm cực kỳ phản động (ông muốn nhìn nhấy Phổ tách ra khỏi Đế quốc Đức). Ông là một sủng thần của Hoàng đế Wilhelm II và là một trong số ít những bộ trưởng mà Đức hoàng vẫn thường gặp gỡ trong các cuộc tụ tập xã hội kể từ khi Bernhard von Bülow trở thành Thủ tướng vào năm 1900. Wilhelm II cũng hay mời ông đến uống bia vào buổi tối và chơi bài tay ba. Mối quan hệ giữa Podbielski và Wilhelm II đã làm dấy lên một cuộc khủng hoảng vào mùa hè năm 1906: tháng 7 năm đó, Thiếu tá Fischer, một viên chức trong một nhánh của Cục Quân nhân Đế quốc Đức, bị bắt giữ và cáo buộc nhận hối lộ từ tập đoàn Tippelskirch, một tập đoàn cung cấp phần lớn tiếp tế cho các lực lượng thuộc địa Đức ở Tây Nam Phi. Bộ trưởng Nông nghiệp Podbielski, người có quan hệ chặt chẽ với hãng Tippelskirch, đã bị báo chí công kích do có dính líu gián tiếp vào một vụ bê bối tham nhũng, và một số báo chí đề nghị ông từ chức. Nhằm hạn chế sự tổn hại đến uy tín của chính phủ, Thủ tướng Bülow ép buộc ông phải từ chức. Mặc dù vậy, Podbielski từ chối ra đi và về việc này, Wilhelm ủng hộ ông, với quan điểm rằng ông không làm điều gì sai trái (thực ra, Đức hoàng đã nhận định đúng đắn: một ủy ban về sau này đã thanh minh cho vị Bộ trưởng). Bülow đã thuyết phục Wilhelm II đề nghị Podbielski nhưng không thành công và cuộc khủng hoảng đã tình trạng gây nên căng thẳng, một mặt là giữa quân vương và một mặt là giữa thủ tướng với các bộ trưởng của mình. Cũng như trong "vụ Köller" vào thập niên 1890, Wilhelm cảm thấy sự kiên quyết của Bülow là một thử thách nghiêm trọng đến đặc quyền bổ nhiệm và sa thải bộ trưởng theo ý muốn của Hoàng đế, mà hiến pháp đã quy định. Mặc dù vậy, trước áp lực của Thủ tướng (trong đó có cả mối đe dọa từ chức từ tất cả mọi Bộ trưởng khác của Phổ), Đức hoàng cuối cùng cũng buộc phải thoái lui. Vào ngày 11 tháng 11 năm 1906, Wilhelm ban chiếu chỉ theo đó Podbielski bị huyền chức. Tuy nhiên, sau khi Podbielski bị sa thải, những mâu thuẫn khác lại nảy sinh giữa Hoàng đế và Thủ tướng Đức.
Podbielski là người ham thích đi săn. Cũng giống như một số bộ trưởng khác của Wilhelm II, ông đã thể hiện xuất sắc tài năng của mình về thể dục, thể thao khi ông còn trẻ. Sau khi rời ghế Bộ trưởng của mình, ông trở thành một nhà bảo trợ lớn của thể thao. Vào năm 1909, ông trở thành Chủ tịch Ủy ban Quốc gia Đức về việc tổ chức Thế vận hội Olympics, và đã dẫn đầu đội tuyển Đức tham gia Thế vận hội Mùa hè năm 1912 tại Stockholm, Thụy Điển. Ngoài ra, ông cũng đóng vai trò chủ chốt trong việc thành lập sân vận động đầu tiên tại Berlin-Grunewald vào năm 1913. Theo ước tính, việc xây dựng sân vận động này có kinh phí là 2,25 triệu Reichsmark. Có lẽ tất cả những điều này đã kích động Wilhelm II buộc các tùy tùng cao niên của mình phải tập thể dục trên du thuyền của Hoàng đế, và trong một cuộc hội thảo của các nhà giáo, Đức hoàng yêu cầu tất cả mọi giáo viên phải "thành thạo các bài tập thể dục và tập thể dục vào mỗi buổi sáng". Thế vận hội Mùa hè dự kiến sẽ được tổ chức vào năm 1916 tại sân vận động đã nêu, nhưng không thể thực hiện được do Chiến tranh thế giới thứ nhất. Vào tháng 2 năm 1914, nhân dịp sinh nhật thứ 70 của ông, một cây số lớn tại rìa phía đông của sân vận động đã được đặt tên là Podbielskieiche để vinh danh ông, trước sự hiện diện của ông.
Ông từ trần tại Berlin vào ngày 21 tháng 1 năm 1916. Tên ông được đặt cho một con đường (Podbielskistraße) tại Hannover.